# Phaleria sogerensis
Phaleria sogerensis är en tibastväxtart som beskrevs av Spencer Le Marchant Moore. Phaleria sogerensis ingår i släktet Phaleria och familjen tibastväxter. Inga underarter finns listade i Catalogue of Life.